# Flindersia acuminata
Flindersia acuminata là một loài thực vật có hoa trong họ Cửu lý hương. Loài này được C.T.White mô tả khoa học đầu tiên năm 1919.